# Acroricnus tricolor
Acroricnus tricolor är en stekelart som beskrevs av Mitchell 1950. Acroricnus tricolor ingår i släktet Acroricnus och familjen brokparasitsteklar. Inga underarter finns listade i Catalogue of Life.